# ميريل جيلفيلان
ميريل جيلفيلان (بالإنجليزية: Merrill Gilfillan)‏ هو شاعر أمريكي، ولد في 1945.